# UTC-12
UTC-12 è un fuso orario, in ritardo di 12 ore sull'UTC.

## Zone
È utilizzato nei seguenti territori:
- Stati Uniti:
  -  Isola Baker
  -  Isola Howland

Baker e Howland sono isolotti disabitati nell'Oceano Pacifico parte delle Isole minori esterne degli Stati Uniti, per questo il fuso orario è utilizzato dalle squadre scientifiche o militari che vi risiedono saltuariamente. La superficie interessata copre appena 4 km², che rendono UTC-12 il fuso orario utilizzato sulla più piccola superficie di terre emerse.

## Geografia
UTC-12 corrisponde a una zona di longitudine compresa tra 172,5° O e 180° O e l'ora utilizzata corrispondeva all'ora solare media del 180º meridiano. UTC-12 è il fuso orario più occidentale: le isole Baker e Howland sono le ultime del globo a iniziare una nuova giornata civile, 26 ore dopo UTC+14.
L'ora solare media di Baker e Howland è di circa UTC-11:46: il fuso orario che le comprende ne è dunque una buona approssimazione.
Altri luoghi potrebbero utilizzare questo fuso per la loro posizione geografica, ma possiedono un'ora civile differente sono la Siberia, Tuvalu, Wallis e Futuna, le Figi e le isole Kermadec che utilizzano UTC+12, le isole Aleutine e Hawaii che usano UTC-10, l'atollo di Midway UTC-11, le isole Phœnix e le Tonga che utilizzano UTC+13.

## Ora legale
Nessun territorio che utilizza UTC-12 fa uso dell'ora legale, e nessun territorio che ne fa uso si ritrova quindi a UTC-11.

## Storia
Gli atolli Kwajalein, Eniwetok e Bikini delle isole Marshall erano in passato a UTC−12. Kwajalein avanzò di 24 ore verso UTC+12 saltando il 21 agosto 1993. Eniwetok e Bikini lo fecero ancora prima, quando gli Stati Uniti rinunciarono al loro controllo.